# Ґарраф
Ґарра́ф — район (кумарка) Каталонії (кат. Garraf). Столиця району — м. Біланоба-і-ла-Жалтру (кат. Vilanova i la Geltrú).

## Муніципалітети
- Біланоба-і-ла-Жалтру (кат. Vilanova i la Geltrú) — населення 63.196 осіб;
- Каньєляс (кат. Canyelles) — населення 3.783 особи;
- Кубеляс (кат. Cubelles) — населення 12.773 особи;
- Сан-Пера-да-Рібас (кат. Sant Pere de Ribes) — населення 27.509 осіб;
- Сіджас (кат. Sitges) — населення 26.225 осіб;
- Улібеля (кат. Olivella) — населення 2.842 особи.

## Галерея

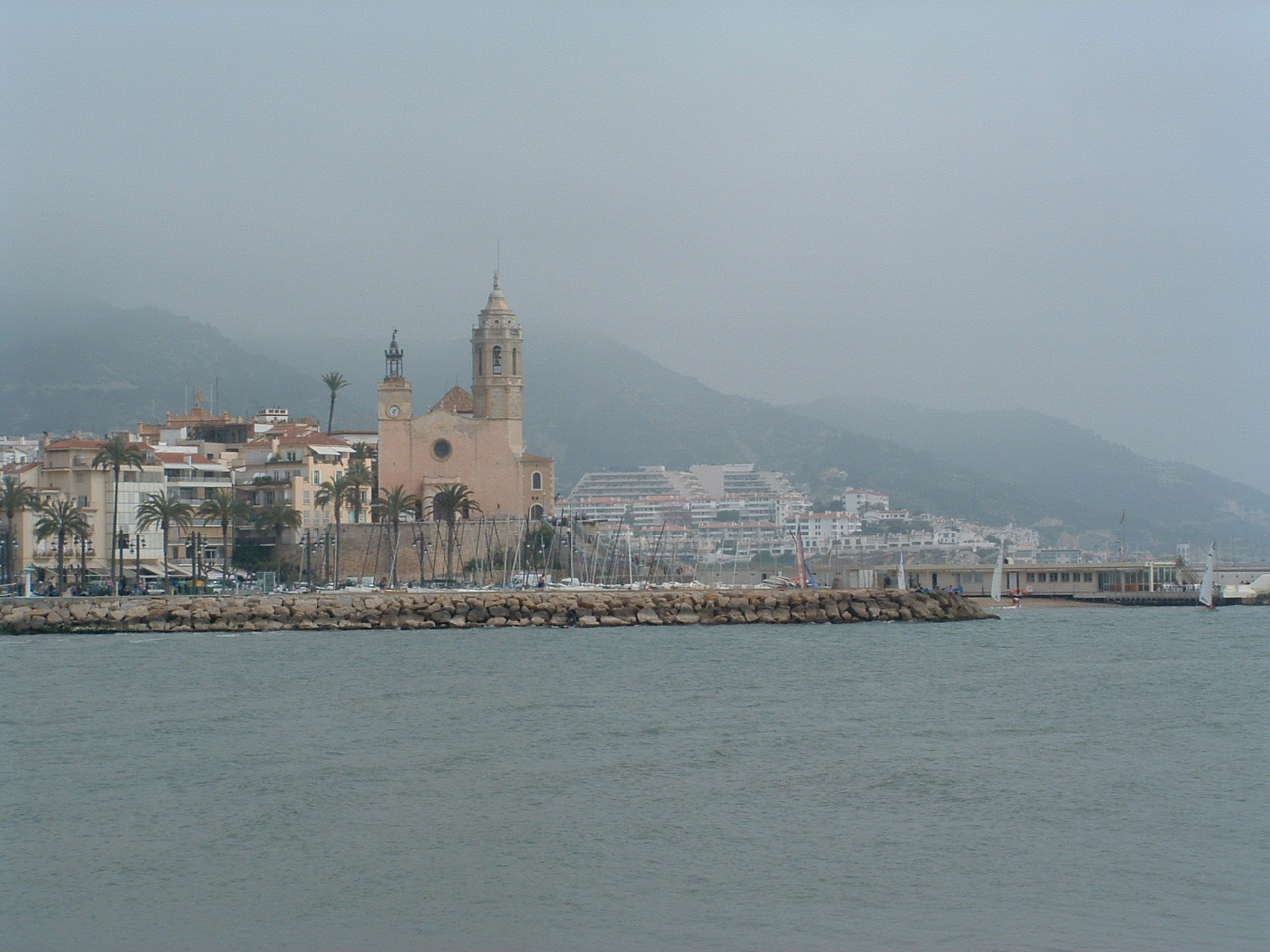
Вид на м. Сіджас
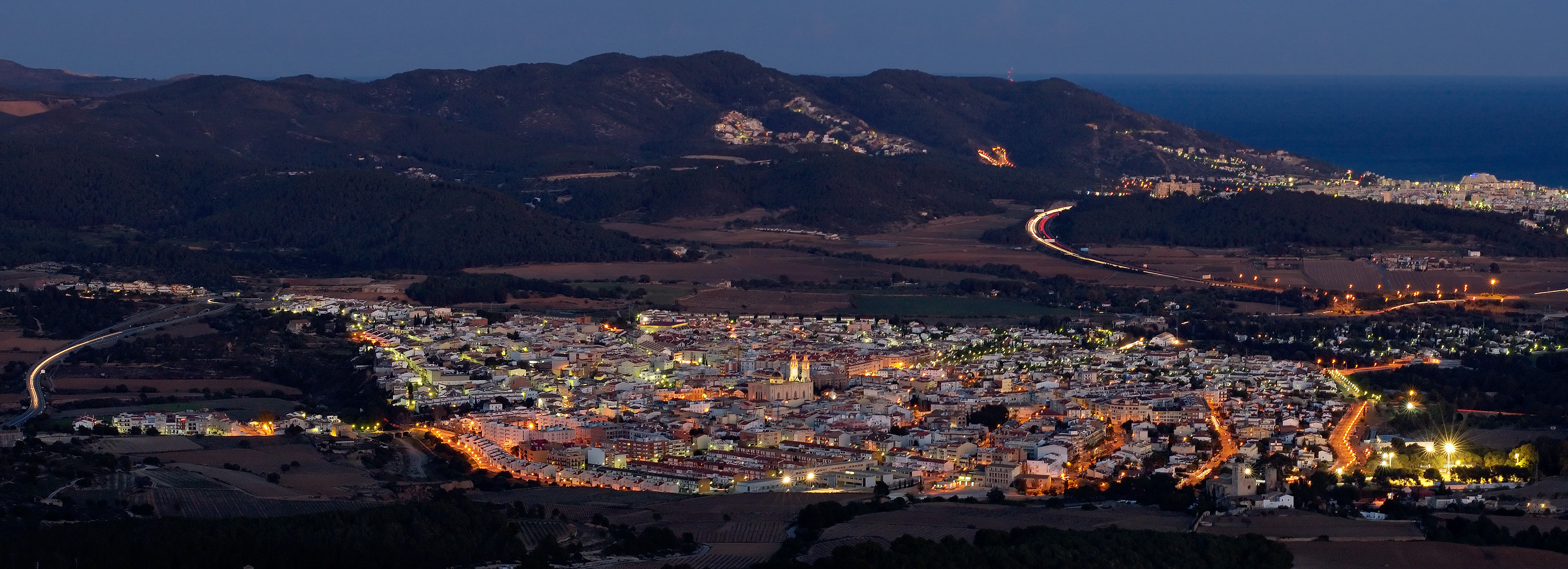
Вид на м. Сан-Пера-да-Рібас